# Kilza
A Bruxa Galáctica Kilza é um  personagem do seriado nipônico Kyojuu Tokusou Jaspion. Aparece entre os episódios 29 a 36. Foi interpretada no Japão por Atsuko Takahata e dublada no Brasil por Maximira Figueiredo.

## Personalidade
De uma família de bruxas galácticas, Kilza se caracteriza por ser uma vilã muito ousada e maldosa em seus planos. Para vencer Jaspion não mediu esforços, chegando ao ponto de envolver até crianças em seus planos. No entanto ela também é muito esquentada e confiante em seus planos. Tem como irmã a bruxa Kilmaza, que aparece 3 episódios após seu falecimento.
Quando ia usar seus poderes malignos ela dizia as seguintes palavras:
"Berebekan Katabamda" e na execução final era "kikerá".

## Na série

### Primeira aparição
No episódio 29 Jaspion e MacGaren travaram uma luta. O filho de Satan Goss foi vencido e morto, tendo algumas partes de seu corpo mutiladas. Seu pai Satan Goss então invoca Kilza. Esta recita Berebekan Katabamba Berebekan Katabamba Berebekan Katabamba e a finalização Kikerá, MacGaren foi ressuscitado, além de ter seu corpo remontado.

### Planos ousados
No episódio 30, ela planejou roubar a alma de Jaspion, o que a princípio consegue. Invocando o monstro Baloon, ela espalha os balões metamorfose por toda cidade. Jaspion destrói todos os balões metamorfose que encontra pelo caminho. Depois, um monte de balões o atrai para um deserto. Jaspion começa a passar sede. Ai entra Kilza em ação. Disfarçada ela dá um líquido para o herói beber. Recitando o Berebekan Katabamba Berebekan Katabamba Berebekan Katabamba Kikerá, ela consegue tirar a alma de Jaspion. Mas com a ajuda de Anri e Mya, ele se safa dessa, recupera a sua alma com os seus poderes e ainda com o Daileon, consegue destruir o monstro Baloon, depois ela entra em combate direto com Jaspion mostrando de cara como é uma adversária difícil, nesta luta Kilza acaba decapitada, porém sobrevive e termina este episódio segurando a própria cabeça em baixo do braço e proferindo uma risada medonha, No episódio seguinte passa se recuperando das feridas da luta, para no episódio 32 armar um plano envolvendo robôs. No episódio seguinte (Batalha de Magia Negra), cria um amuleto amaldiçoado, o qual oferece para o garoto Kazuo. Dizendo a palavra Kikerá, a pessoa atingida seria amaldiçoada. Jaspion caiu no feitiço, mas com um ritual de purificação se salvou para frustrar o plano de Kilza.

### Morte
Kilza morre no episódio 36, em combate contra o herói.